# Rosacea arabiana
Rosacea arabiana is een hydroïdpoliep uit de familie Prayidae. De poliep komt uit het geslacht Rosacea. Rosacea arabiana werd in 2002 voor het eerst wetenschappelijk beschreven door Pugh. 